# Elizabeth Loftus

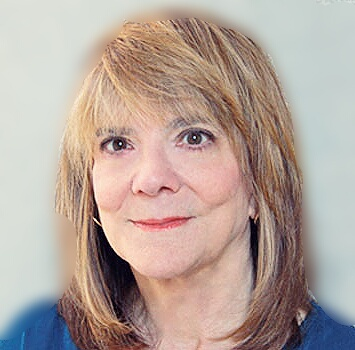
Elizabeth Loftus (2018)

Elizabeth F. Loftus (* 16. Oktober 1944 in Los Angeles) ist eine US-amerikanische Psychologin und emeritierte Hochschullehrerin. Sie war Professorin an der University of California, Irvine und Affiliate Professor of Psychology sowie Affiliate Professor of Law an der University of Washington in Seattle. In ihren Arbeiten beschäftigt sie sich mit dem menschlichen Gedächtnis und insbesondere der Glaubwürdigkeit von Augenzeugenberichten. Bekannt wurde sie unter anderem für die Beschreibung des Fehlinformationseffekts.

## Persönliches
Als Tochter von Sidney und Rebecca Fishman in eine jüdische Familie geboren wuchs Elizabeth Fishman in Los Angeles im Stadtteil Bel Air auf. Ihr Vater war Arzt bei der US-Armee, ihre Mutter Bibliothekarin. Mit ihrem Vater teilte sie ihr Interesse an der Mathematik. Die Mutter starb, als Loftus 14 Jahre alt war. Nach deren Tod heiratete der Vater erneut. Die Stiefmutter brachte drei Kinder aus erster Ehe mit.
Von 1968 bis 1991 war sie mit dem auf Phänomene von Erinnerung und Aufmerksamkeit spezialisierten Psychologie-Professor Geoffrey Loftus verheiratet, den sie an der Stanford University kennenlernte. Die Ehe blieb kinderlos. Ihr Interesse am Thema Erinnerungen teilte sie mit ihrem Mann, anders als jenes am Thema Kriminalität.

## Beruflicher Werdegang
Ursprünglich wollte Loftus Mathematiklehrerin werden. Im Jahr 1962 nahm sie ihr Studium an der University of California, Los Angeles (UCLA) auf, schrieb sich zunächst für ein Studium der Mathematik ein und erwarb nach einem Doppelstudium an der UCLA 1966 ihren Abschluss mit dem Bachelor in Mathematik und Psychologie. Nach Beendigung ihres grundständigen Studiums ging sie an die Stanford University, weil dort ein postgraduales Studium für mathematische Psychologie angeboten wurde. Ihren Master in Psychologie legte sie 1967 bei Richard Atkinson ab, von Patrick Suppes wurde sie 1970 zum Ph.D. in Psychologie promoviert.
Im Jahr 1973 erhielt Loftus eine Stelle als Assistenzprofessorin an der University of Washington in Seattle, wo sie später ihre Professur antrat. 1974 nahm sie ihre Tätigkeit als Sachverständige in Strafprozessen auf, in deren Verlauf sie in Hunderten von Prozessen aussagepsychologische Gutachten zur Frage der Glaubwürdigkeit von Zeugen verfasste oder beratend mitwirkte. In den 1970er Jahren habe sie nach eigenem Bekunden mit ihren Studien über Einflüsse begonnen, die später als Fehlinformationseffekte bezeichnet wurden.
An der University of California, Irvine war Loftus nicht nur Professorin am Fachbereich für Psychologie und Sozialverhalten und am Fachbereich für Kriminologie, Recht und Gesellschaft tätig, sondern auch am dortigen Fachbereich für Kognitionswissenschaften und am Zentrum für Neurobiologie des Lernens und des Gedächtnisses. Sie beriet verschiedene Regierungsorganisationen und Geheimdienste, wie z. B. das „Department of Justice“ und das FBI. Sie gab Interviews und trat in Talkshows wie der Oprah Whinfrey Show auf.
Zeitweise übernahm Loftus den Vorsitz verschiedener fachpsychologischer Gesellschaften. So war sie 1984 Präsidentin der Western Psychological Association und wurde 2003 wiedergewählt. 1985 war sie Präsidentin der American Psychology Law Society und von 1998 bis 1999 Präsidentin der American Psychological Society.
Loftus war lange Jahre Mitglied in der American Psychiatric Association (APA), kündigte ihre Mitgliedschaft aber Anfang 1996 mit der Begründung, diese habe sich zu weit von wissenschaftlichem Denken entfernt. Sie war eines von 48 Mitgliedern des wissenschaftlichen Beirats der von einem betroffenen Ehepaar 1992 gegründeten False Memory Syndrome Foundation (FMSF), einer gemeinnützigen Stiftung zur Unterstützung von fälschlich Beschuldigten, die 2019 wieder aufgelöst wurde.
Bei einem Ranking der hundert bedeutendsten Psychologen in der Zeitschrift Review of General Psychology wurde Loftus im Jahr 2002 auf Platz 58 gelistet. Als bestplatzierte Frau war sie damit weltweit die einflussreichste Psychologin. Auch findet sie sich unter jenen 25 Psychologen, die am häufigsten in Lehrbüchern ihres Fachs zitiert werden.
Im Jahr 2004 wurde Loftus in die National Academy of Sciences (NAS) und 2005 zum korrespondierenden Mitglied der Royal Society of Edinburgh gewählt.

## Wirken
Elizabeth Loftus gilt „als eine der wichtigsten Psychologinnen des 20. Jahrhunderts“. In ihrer Forschungsarbeit führte sie zahlreiche Experimente über das menschliche Gedächtnis und seine Fähigkeit durch, aus Erinnerungen die Vergangenheit zu reproduzieren. Mit diesen Experimenten konnte sie belegen, dass Erinnerungen nicht zwingend tatsächlich Erlebtes wiedergeben, sondern durch zahlreiche Einflüsse verfälscht sein können.

### Experimente

#### Im Einkaufszentrum verirrt
Lost in the mall ist eines ihrer bekanntesten Experimente, wobei Loftus allerdings auf der Website der American Psychological Association zahlreiche falsche oder verzerrte Darstellungen, Übertreibungen und Auslassungen in der Argumentation in einem Ausmaß beklagte, das die Frage aufwerfe, ob es sich um schlichte Irrtümer im Umgang mit ihren Veröffentlichungen oder den bewussten Versuch einer verfälschten Wiedergabe durch feindselige Autoren handele.
In ihrem Experiment wurden den Versuchspersonen kurze Berichte über Erlebnisse in der Kindheit vorgelegt, die angeblich von Verwandten verfasst wurden. Sie sollten sich wieder an diese erinnern, doch sie wussten nicht, dass eine dieser Erzählungen falsch war: Die Versuchsperson soll sich im Alter von 5 bis 6 Jahren in einem Einkaufszentrum verirrt haben und dann von einem Erwachsenen gerettet worden sein. 6 von 24 Versuchspersonen behaupteten, sich daran erinnern zu können, obwohl dieses Ereignis nie stattgefunden hat.

#### Bugs Bunny in Disneyland
In weiteren Experimenten sah Loftus eine Versuchsanordnung vor, in der Versuchspersonen, die in ihrer Vergangenheit im Vergnügungspark Disneyland waren, ein Treffen mit der Figur Bugs Bunny eingeredet wurde. Etwa ein Drittel von ihnen konnte sich anschließend lebhaft an die Szene erinnern, die zum Teil noch ausgeschmückt wurde. Ein solches Treffen kann aber nicht stattgefunden haben, weil diese Figur zu Warner Brothers gehört und in Disneyland nicht vertreten ist.

#### Unfallzeugen
Zur Frage, wie Augenzeugen eines Autounfalls das Geschehen wiedergeben, führte Loftus zwei Experimente durch, um zu prüfen, ob die Antworten in Abhängigkeit zum Sprachduktus bei der Befragung variieren. Den Versuchspersonen wurden Videos von einem Autounfall gezeigt. Sie sollten die Geschwindigkeit beim Aufprall schätzen. Diese wurde umso höher angesetzt, je martialischer die für den Aufprall verwendeten Begriffe waren. Eine Woche später wurden die Teilnehmer erneut befragt. Jene, denen bei der Erstbefragung gesagt wurde, die Autos wären ineinander gekracht („crashed“), gaben auf gezielte Frage deutlich häufiger an, Glasscherben gesehen zu haben, als wenn von einer Kollision oder einem Zusammenstoß die Rede war. In dem Video waren keine Glasscherben zu sehen. Die Ergebnisse dieser Studien veröffentlichte sie 1974, und schon bald habe es keinen Strafverteidiger mehr gegeben, der ihren Namen nicht gekannt hätte.

### Gutachtertätigkeit
Seit 1975 tritt Loftus als Expertin in den Zeugenstand. Zunächst sei es in den Verfahren um Ladendiebstähle und Raubüberfälle gegangen, später um Mord und Totschlag. Nachdem sie am Beispiel von Autounfällen über den Zusammenhang zwischen suggestiver vs. neutraler Fragetechnik und den mitgeteilten Erinnerungen der Augenzeugen publiziert hatte, wurde sie wiederholt von Anwälten und Richtern als Beraterin und Referentin eingeladen. Die Ergebnisse wurden auch in Psychology Today veröffentlicht, eine auflagenstarke Zeitschrift, die auch von Juristen gelesen wird, die dadurch über die Veröffentlichungen von Loftus erfuhren. In den nachfolgenden Jahren nahm sie als Sachverständige an Hunderten von Gerichtsverfahren teil und erstattete aussagepsychologische Gutachten zur Frage des Erinnerungsvermögens und der Glaubwürdigkeit von Zeugen.
Eines der bekanntesten Gerichtsverfahren, zu dem sie forensisch-psychologische Gutachten erstattete, war der Prozess um die Missbrauchsvorwürfe an der McMartin-Vorschule, in dem alle Angeklagten letztendlich freigesprochen wurden. Angefragt wurde sie in der Regel von den Anwälten der Angeklagten. Manche Gutachtenaufträge nahm sie erst nach einigem Zögern an, wenn sie beispielsweise gewahr wurde, einen Auftrag ablehnen zu wollen, um sich selbst zu schützen. Dies war für sie jedoch kein akzeptabler Ablehnungsgrund. So war sie unter anderem auch in den Verfahren gegen Martha Stewart und Michael Jackson tätig, sowie in Prozessen gegen Bill Cosby oder Harvey Weinstein, die wegen sexueller Übergriffe angeklagt und zwar nicht immer in allen, jedoch in vielen Anklagepunkten auch verurteilt wurden. Zwar lehnte sie über die Jahre aus Zeitgründen etliche Aufträge ab, doch nur eine einzige Anfrage aus Abscheu. Als Tochter jüdischer Eltern verweigerte sie die Annahme eines Gutachtenauftrages für einen Mann, der angeklagt war, die Gaskammern in Treblinka betrieben zu haben und dies abstritt. Auch habe sie eine gutachterliche Stellungnahme in einem Verfahren abgelehnt, in dem das Opfer eine Freundin von ihr war.
Gefragt, wie sie sich ihr Urteil bilde und ob sie sich keine Sorgen mache, Pädophile zu schützen, räumte sie ein, sich durchaus gelegentlich zu fragen, was sei, wenn sie sich irre. Sie halte es zwar für höchst unwahrscheinlich, doch nicht gänzlich für ausgeschlossen, dass Erlebtes in Vergessenheit geraten und später wiederkehren könne. Letztlich könne sie nicht sagen, dass ein Missbrauch nicht stattgefunden habe und die Erinnerungen daran falsch seien. Doch mache sie sich auch Sorgen um die fälschlicherweise Angeklagten. Über all dies denke sie viel nach. Fälle, in denen es um die Todesstrafe ging, habe sie fast immer angenommen, so dass auch Ted Bundy zu den von ihr begutachteten Angeklagten gehörte, der zeitweise an der University of Washington Psychologie studiert hatte. In ihren Anfängen sei es ihr egal gewesen, ob sie jemanden für unschuldig hielt, wenn sie einen Gutachtenauftrag annahm. Es sei nicht an ihr, über Schuld oder Unschuld von Angeklagten zu befinden. Auch die Verteidiger der Beschuldigten seien sich keineswegs immer über Schuld oder Unschuld ihrer Mandanten sicher. Inzwischen aber ziehe sie es vor, an Fällen zu arbeiten, bei denen sie von der Unschuld überzeugt ist. Die Gründe, einen Auftrag anzunehmen, seien vielfältig. Sie finde es interessant, Einblick in Fallgeschichten zu erhalten und Details zu erfahren, die anderen Menschen verborgen bleiben.

### Falsche Erinnerungen
Loftus ist überzeugt, dass es nicht möglich sei, den Wahrheitsgehalt mitgeteilter Erinnerungen treffsicher beurteilen zu können, es sei denn, externe Informationen stünden zur Verfügung, die eine Erinnerung zweifelsfrei bestätigen. Das menschliche Gedächtnis sei anfällig für Suggestion und bereit, Informationen als erinnert abzuspeichern, die auf anderem Weg als durch eigenes Erleben gewonnen wurden.
Die von ihr und anderen Autoren vorgelegten Forschungsergebnisse hätten Loftus zufolge Auswirkungen auf polizeiliche und andere Ermittlungsverfahren, auf die klinische Praxis, aber auch auf ganz andere Zusammenhänge, in denen Erinnerungen mitgeteilt werden. Jenseits von Rechtsstreitigkeiten und Psychotherapie hätten falsche Erinnerungen auch Auswirkungen auf das tägliche Leben, wie sich an Autobiografien und Memoiren zeige. Gedächtnisprotokollen wird Nachweischarakter zugemessen, obwohl auch sie fehleranfällig sind, denn „woran wir uns erinnern, hat oft verblüffend wenig mit Tatsachen zu tun“.
Loftus beschrieb, wie eine falsche Erinnerung entstehen kann: Zunächst gelangt eine Person aus gegebenem Anlass zu der Überzeugung, dass ein nicht stattgefundenes Ereignis plausibel sei, wobei auch recht implausible Ereignisse durch einfache Suggestion an subjektiv empfundener Plausibilität gewinnen können. In einem nächsten Schritt gelangt die Person zu der Überzeugung einer persönlichen Erfahrung, die sich durch falsches Feedback verfestigen kann. Nach und nach beginnt der Betroffene ernsthaft zu glauben, das Ereignis habe genau so stattgefunden, obwohl sich noch kein Gefühl für eine tatsächliche Erinnerung einstellt. Doch mit gezielt eingesetzten Techniken kann sich eine reichhaltige falsche Erinnerung einstellen, die dann gegebenenfalls selbstständig ausgeschmückt wird. Zu diesen Techniken gehört die Empfehlung, sich das Geschehen bildlich vorzustellen oder die Mitteilung der Schilderungen anderer Menschen. Auch können – verschieden motiviert – unmittelbar manipulative Techniken zum Einsatz kommen. Als eine Art Faustregel gelte Loftus die Erfahrung, dass Manipulation umso leichter möglich sei, je mehr Zeit zwischen einem behaupteten Ereignis und einer Erinnerung vergangen sei.
Letztlich gebe es keine Möglichkeit, echte von falschen Erinnerungen zu unterscheiden. Weder ermöglichen die eine Mitteilung begleitenden Emotionen laut Loftus eine treffsichere Unterscheidung, noch lieferten Gehirnscans zuverlässige Unterscheidungsmerkmale für eine authentische Erinnerung. Augenzeugen mangele es an der Zuverlässigkeit einer Videokamera. Insgesamt erweist sich das Gedächtnis am schwächsten sowohl bei niedrigem Erregungsniveau, wie bei Langeweile oder Schläfrigkeit, als auch bei hohem Erregungsniveau wie Stress oder einem irgendwie gearteten Trauma.
Zusammenfassend seien laut Loftus zwei Schlüsse aus den insgesamt von ihr vorgelegten Forschungsergebnissen zu ziehen: Suggestion kann zu falschen Erinnerungen führen und nur, weil eine Erinnerung mit Überzeugung, detailliert und emotional bewegt vorgetragen wird, muss das berichtete Ereignis nicht stattgefunden haben. Unkritische Übernahme von Traumaberichten könne die Falschen verdächtigen und das Erlittene tatsächlicher Opfer trivialisieren. Nach 30 Jahren Gedächtnisforschung sei sie überzeugt, Erinnerungen sind nicht nur die Summe dessen, was Menschen erlebten oder taten, sondern auch all dessen, was sie dachten, was man ihnen erzählte und woran sie glauben. Das Gedächtnis sei eben keine mentale Bibliothek („mental library“), wie es 2021 im Magazin The New Yorker hieß.
Constance Dalenberg und viele andere teilen die Überzeugungen von Loftus nicht, anders als beispielsweise die Rechtspsychologin Julia Shaw.

### Erinnerungskriege
Über die Frage der menschlichen Erinnerungsfähigkeit und einer möglicherweise verfälschenden Einflussnahme auf die Erinnerungen einer Person – laut der Los Angeles Times von 1994 das umstrittenste Thema, das die psychiatrische Fachwelt seit Jahrzehnten beschäftige – hat sich in der wissenschaftlichen Auseinandersetzung eine erbittert geführte Debatte entwickelt, die als „Erinnerungskrieg“ bezeichnet wurde. Amy Wilson schrieb darüber in ihrem Artikel War and Remembrance. Sie verwies auf Medien wie Science News und Psychology Today, in denen von „Memory Wars“ die Rede sei. Sie schloss ihre Beschreibung der Auseinandersetzungen, in deren Zentrum Loftus stehe, mit deren Schaudern über den Namen der Therapeutin Holly Ramona. Während einer laufenden Therapie wegen Depressionen und Bulimie hatte diese ihren Vater sexueller Übergriffe bezichtigt und sich nach ihrem Studium als Therapeutin einen Namen gemacht. Aufgrund der Vorwürfe verlor der Vater seine Arbeit, die Familie zerbrach. Der Vater verklagte die Therapeuten seiner 23-jährigen Tochter erfolgreich, das Gericht sprach ihm Schadensersatz zu. Die Los Angeles Times berichtete im Jahr 1994 darüber und bezeichnete das Urteil als bahnbrechenden Präzedenzfall.
In den sogenannten memory wars stehen sich zwei Gruppen von Wissenschaftlern gegenüber. Eine Gruppe halte wiedergewonnene Erinnerungen, insbesondere an sexuellen Missbrauch für wahr, so dass ihnen stets zu glauben sei. Loftus gehört demgegenüber zu einer Gruppe, die dem nicht zustimmt. Sie war überzeugt, Missbrauch werde nicht verdrängt und sei stattdessen ein Ereignis, das Kinder nie vergessen würden. Weil nicht auszuschließen sei, dass während laufender Therapien aufkommende Erinnerungen therapeuteninduziert seien, wäre es nötig, sie extern zu verifizieren.
Wenn beide Seiten ein wenig recht hätten, würde laut Reto Schneider „aus dem wissenschaftlichen Problem ein rechtliches und aus dem rechtlichen ein moralisches“. Aus Wahrscheinlichkeiten der Wissenschaft müssten die Gerichte Schuldige oder Unschuldige „destillieren“ und einige Unglückliche hätten „mit den Nebenwirkungen dieser Unsicherheit“ zu leben. Manche Kritiker empfinden ihre Forschung und ihr Verhalten als höchst unethisch.
Loftus wurde unter anderem deswegen so heftig angegriffen, weil sie, wie die britische Tageszeitung The Guardian 2016 anlässlich einer Preisverleihung verlauten ließ, nachgewiesen habe, wie Therapie und Hypnose bei Patienten falsche Kindheitserinnerungen einpflanzen konnten. Gleichwohl habe sie sich nie dazu geäußert, ob die Erinnerung einer Person tatsächlich echt sei oder nicht. Sie beschreibe in ihren Gutachten lediglich, wie die Erinnerung zustande gekommen sein könnte, falls sie falsch sei.
Zu den Anfeindungen, denen sie ausgesetzt war, gehören beispielsweise Gerüchte, Loftus selbst habe ihre Kinder missbraucht – sie hat keine Kinder. Bessel van der Kolk habe Journalisten aufgefordert, „nichts Positives“ über sie zu berichten, teilte Reto Schneider 2001 mit. Der teils wissenschaftlich ausgetragene Streit wurde angeheizt durch die mediale Berichterstattung über öffentlichkeitswirksame Fälle, und einige Feministinnen seien besorgt, die Debatte könne durch die Arbeit von Loftus in eine Schieflage geraten – weg von den Opfern und hin zu den Zweifeln an ihren Aussagen –, so dass die Glaubwürdigkeit aller Frauen untergraben werden könne.
Wie sie einem Reporter der Baltimore Sun einmal sagte, sei Loftus keine Expertin für Lügen, sondern für die Durchlässigkeit des Gedächtnisses, seiner Plastizität und damit auch seiner Fehlbarkeit und der Fähigkeit, sich an neue Informationen anzupassen und sie sich zu eigen zu machen. Sie wisse, wie sich die Erinnerung täuschen und trotz aller mitgeteilten Details und beteiligten Affekte falsch liegen könne. Auch sei sie skeptisch gegenüber der Ansicht, sexueller Missbrauch sei grundsätzlich die Wurzel eines lebenslangen Traumas.
In den 1990er Jahren seien Tausende von Fällen verdrängter Erinnerungen ans Tageslicht gekommen, die dazu führten, dass die betroffenen Patienten – von der Richtigkeit der wiedergefundenen Erinnerungen überzeugt – rechtliche Schritte gegen Familienmitglieder, ehemalige Nachbarn, Ärzte, Zahnärzte und Lehrer einleiteten. Durch die Anschuldigungen seien viele Familien auseinandergerissen worden. Irgendwann seien die Kämpfe wirklich schmutzig geworden („the fighting got really dirty“), sagte Loftus dem Guardian. Spätestens, wenn liebgewonnene Überzeugungen der Menschen in Frage gestellt werden, würde es schwierig und manchmal gehe es dabei auch um Leben und Tod.
Die Forschung zur menschlichen Erinnerungsfähigkeit hat insgesamt Widersprüchliches hervorgebracht und Beweise für die von beiden Seiten des „Krieges“ vertretenen Positionen vorgelegt. So habe Judith Herman argumentiert, die Forschungen von Loftus seien nicht auf Missbrauch anwendbar, weil sie das normale und nicht das traumatische Gedächtnis untersuche. Die Psychologin Connie Kristiansen sprach davon, das explizite Gedächtnissystem friere während eines Traumas ein.
Klinische Studien zur Gedächtnisleistung des Gehirns mit Hilfe bildgebender Verfahren zeigten Besonderheiten bei normalem und bei gestörtem Erinnerungsvermögen. Der Erinnerungsprozess selbst ist in seinen drei Teilprozessen der Kodierung, der Konsolidierung und des Abrufens des Gelernten anfällig für je bestimmte Fehler, was zu falschen Erinnerungen führen kann. Überdies ist es nicht möglich, auf diese Weise echte von falschen Erinnerungen als ohnehin unvollkommene Rekonstruktionen der Realität zu unterscheiden. Alle Beobachtungen bezogen sich auf statistische Unterschiede zwischen Gruppen – nicht zwischen Einzelpersonen – und lieferten keine Information über Ursache und Wirkung der in Momentaufnahmen registrierten anatomischen und funktionellen Abweichungen im Gehirn.
Der amerikanische Psychiater und Traumatherapeut Richard Kluft konstatierte, dass es sowohl dokumentierbare wiederhergestellte Erinnerungen als auch dokumentierbare falsche Erinnerungen gebe. Loftus bleibe, so hieß es anlässlich einer Preisverleihung, „eine wichtige Figur in diesem sich entfaltenden Drama aus Erinnerungen und Verbrechen.“
Die Auseinandersetzungen, die Loftus an sich gern führte, entgleisten im Herbst 1999 immer persönlicher, so dass sie sich genötigt sah, Haus und Hof zu verlassen und auch ihrer Universität den Rücken zu kehren. Sie ging an die University of California, Irvine, wo sie sich wieder erholen konnte.

### Publikationen
Loftus veröffentlichte zahlreiche Bücher und hunderte von Artikeln in Fachzeitschriften. Ihre Veröffentlichungen wurden in zahlreiche Sprachen übersetzt, auch wurde über ihre Arbeit in verschiedenen europäischen und außereuropäischen Ländern geschrieben.
Eines ihrer bekanntesten Bücher erschien 1994 unter dem Titel The Myth of Repressed Memory und 1995 in deutscher Sprache unter dem Titel Die therapierte Erinnerung. Es beschreibt ausführlich drei Fallgeschichten von Personen, denen laut Loftus fälschlicherweise sexuelle Belästigung vorgeworfen wurde.
Im Jahr 1998 beschrieb Loftus in der populärwissenschaftlichen Zeitschrift Spektrum der Wissenschaft vier konkrete Einzelfälle, in denen Opfer therapeutischer Suggestion ihre ehemaligen Therapeuten verklagten und ihnen infolge nicht unerhebliche Summen von Schmerzensgeld zugesprochen wurde. Diese ehemaligen Therapiepatienten hatten während ihrer Behandlung Erinnerungen „an erlittenen Kindesmißbrauch entwickelt und bestritten später deren Echtheit“. Einen Abschnitt ihres Artikels widmet Loftus dem Fehlinformationseffekt, den sie bereits Anfang der siebziger Jahre zu untersuchen begonnen hatte. Die zahlreichen, zu diesem Phänomen vorgelegten Studien hätten gezeigt, wie Fehlinformationen die Erinnerungen an Wahrgenommenes zu verzerren vermögen – „indem wir mit anderen Menschen darüber sprechen, suggestiv befragt werden oder in den Medien auf Berichte über ein Ereignis stoßen, das wir selbst miterlebt haben“. Inzwischen wurde Einiges über „Gedächtnisfälschung“ zusammengetragen, so dass inzwischen bekannt sei, dass sich Erinnerungen umso leichter modifizieren ließen, je mehr sie mit der Zeit verblassen. Im Zusammenhang mit bestimmten Verhörmethoden der Polizei oder psychotherapeutischen Sitzungen prägte Loftus den Begriff von einer „Vorstellungsinflation“. Das Phänomen einer „Quellenverwechslung“, also der Frage der Herkunft von Informationen, die erinnert werden, sei laut Loftus „in Zusammenhang mit den entlegenen Ereignissen der Kindheit oft besonders ausgeprägt“. Beschrieben werden auch unmögliche Erinnerungen an zum Beispiel Erinnerungen im ersten Lebensjahr, die in der Regel nicht möglich seien, „weil der für das Langzeitgedächtnis besonders wichtige Hippocampus noch nicht genügend ausgereift“ sei. Dennoch würde in Versuchsreihen von „postnatalen Erlebnissen“ berichtet.

„Allmählich zeichnet sich ab, auf welche Weise bei Erwachsenen komplette, gefühlsbesetzte und aktiv ausgeschmückte Erinnerungstäuschungen erzeugt werden können: Erstens wird entsprechender sozialer Druck ausgeübt – beispielsweise schon dadurch, daß ein Versuchsleiter von den Teilnehmern verlangt, überhaupt etwas aus dem Gedächtnis mitzuteilen. Zweitens werden Menschen, denen das Erinnern schwerfällt, ausdrücklich ermuntert, sich bestimmte Ereignisse vorzustellen; und schließlich ermutigt man sie, nicht über deren Realitätsgehalt nachzudenken. Wenn diese äußeren Faktoren zusammenwirken, treten täuschend echte Erinnerungen besonders leicht auf – nicht nur in experimentellen, sondern auch in therapeutischen oder ganz alltäglichen Situationen.“

Zukünftig gelte es, herauszufinden, wie genau derartige Täuschungen entstehen, woran man sie erkennen könne und ob es Persönlichkeiten gebe, die gegen derlei Suggestion anfällig oder aber dagegen resistent seien.
Eine späte Publikation legte sie im Jahr 2018 gemeinsam mit Jed S. Rakoff vor, einem Juristen im Richteramt und Professor an der Columbia University. Als Ausgangspunkt für ihre Zusammenstellung von Faktoren, die Zeugenaussagen und ihre Bewertung durch die Geschworenen beeinflussen können, nahmen die beiden Autoren den Fall von Kirk Bloodsworth, der 1984 wegen Vergewaltigung und Ermordung eines neunjährigen Mädchens in Baltimore aufgrund der Aussage von fünf Zeugen zum Tode verurteilt wurde. Sie bezeugten, Bloodsworth am Tatort gesehen zu haben. Nach neun Jahren in der Todeszelle wurde Bloodsworth aufgrund von DNA-Beweisen freigelassen, die ihn nicht als Täter auswiesen. Einige Jahre später gestand der tatsächliche Mörder und Bloodsworth wurde offiziell entlastet. In der Folge benannten Loftus und Rakoff zahlreiche Einflussgrößen, die zu Justizirrtümern führen können. Dabei stellten sie die fünf vom Supreme Court festgelegten Standards der Zeugenbefragung auf den Prüfstand. Weil die Zeugentüchtigkeit vernommener Personen, anders als Verhörmethoden und Fragetechnik der Ermittlungsbehörden, nicht optimiert werden kann, wurden beide Variablen unterschieden. Die Autoren schlugen eine Reihe von Verbesserungsmaßnahmen vor, um das Risiko suggestiver Einflüsse im Ermittlungsverfahren zu minimieren und dadurch Fehlurteile zu vermeiden. Dazu gehört das Angebot spezieller Schulungen nicht nur für Richter und Geschworene, sondern auch für Polizei und Staatsanwaltschaften, die sie über die Grenzen von Zeugenaussagen und die möglichen Probleme des Erinnerungsvermögens von Augenzeugen aufklären und sie dabei unterstützen sollen, die Reliabilität (Zuverlässigkeit) dieser Aussagen einschätzen zu können.

## Rezeption
Loftus ist umstritten. Als Empfängerin zahlreicher Preise und Ehrendoktorwürden verschiedener Universitäten geriet sie andererseits mit ihrer Forschung in die Schusslinie („firing line“) Andersdenkender. Ihr werde Hass entgegengebracht. Manche bezeichneten sie als Komplizin der Täter. Auch habe es Versuche gegeben, ihre Reputation zu beschädigen, indem öffentlich dazu aufgerufen wurde, Ethik-Beschwerden wegen ihrer Gutachten einzureichen. Ihren Kritikern gegenüber stehen Vertreter verschiedener Disziplinen, die sie verteidigen.
Im Jahr 1996 veröffentlichte die Wissenschaftsjournalistin und Redakteurin Jill Neimark in dem amerikanischen Magazin Psychology Today einen Aufsatz, der Privates wie Berufliches zur Sprache brachte. Einleitend heißt es, um die Frage des Erinnerungsvermögens von Zeugen und die Glaubwürdigkeit ihrer Aussagen in Strafprozessen sei ein „Krieg“ ausgebrochen, in deren Zentrum Loftus stehe. Beispielsweise sei sie von einem Staatsanwalt als Hure beschimpft worden. Zeitweise mussten ihre Vorlesungen von Sicherheitskräften überwacht werden.
Maryanne Garry und Harlene Hayne gaben 2006 eine in Anspielung auf den Vornamen von Loftus „Bethschrift“ genannte Festschrift für Loftus heraus, die 2013 in zweiter Auflage erschien. Das Cover zeigt ein Bild aus dem Jahr 1967 mit Mitgliedern und Studenten des Instituts, das Loftus als einzige Frau unter den Studenten ausweist. Das Buch stellt Ergebnisse der Gedächtnisforschung und ihrer Anwendung auf rechtliche Probleme zusammen, legt Peer Reviews vor und referiert die Kosten kontroverser Forschung. Es zeichnet den beruflichen Werdegang von Loftus nach und gibt im letzten Kapitel persönlich gehaltene Einblicke in ihr Leben. Einleitend äußert sich ihr Lehrer Gordon H. Bower, der sie als in höherer Mathematik gut trainiert, motiviert, enthusiastisch und engagiert beschreibt. Die üblichen Stereotype habe sie nicht erfüllt und schnell den Respekt ihrer Peers und der Professoren gewonnen. Auf die Idee, sich mit der Reliabilität von Augenzeugenberichten im Zusammenhang mit Verbrechen zu befassen, habe sie ein Freund gebracht. Ihre Arbeiten über die Änderung von Zeugenaussagen über Autounfälle unter Austausch von Fragen oder Wörtern bei der Befragung hätten sie, so Bower, international in den Rang einer Expertin für Augenzeugenberichte katapultiert. Ihr inzwischen geschiedener Ehemann Geoffrey schrieb über ihre frühen Jahre und Carol Tavris im letzten Kapitel über den Preis, den Loftus für ihren Mut bezahlen musste.
Im Jahr 2021 veröffentlichte die Redakteurin Rachel Aviv im Magazin The New Yorker einen ausführlichen Artikel über die Berufsarbeit von Loftus, aber auch über Privates wie Kindheit und Jugend. Aviv beschrieb das Zögern von Loftus, den Gutachtenauftrag im Prozess gegen Weinstein anzunehmen, wovon ihr Freunde, Familienangehörige und ihr Ex-Mann, mit dem noch immer eine freundschaftliche Beziehung bestand, abrieten. Ihr Bruder Robert hätte gesagt, wenn die MeToo-Bewegung ein Büro hätte, würde das Bild seiner Schwester dort auf der Liste der zehn meistgesuchten Personen stehen. Nachdem Loftus in ihrer Lehrveranstaltung erwähnt hatte, sie würde Weinstein begutachten, forderten einige Jurastudenten, sie aus der Universität zu entfernen. Aviv beschloss ihren Artikel mit der Frage, was eine Alternative zu den von ihr gewählten Forschungsfragen hätte sein können. Dabei kam noch einmal ihr Verhältnis zum frühen Tod der Mutter zur Sprache, über den sie noch immer in Tränen ausbricht. Vielleicht, so Loftus, hätte ihr Forschungsinteresse zu der Frage geweckt werden können, warum manch ein Schmerz nicht vergeht.

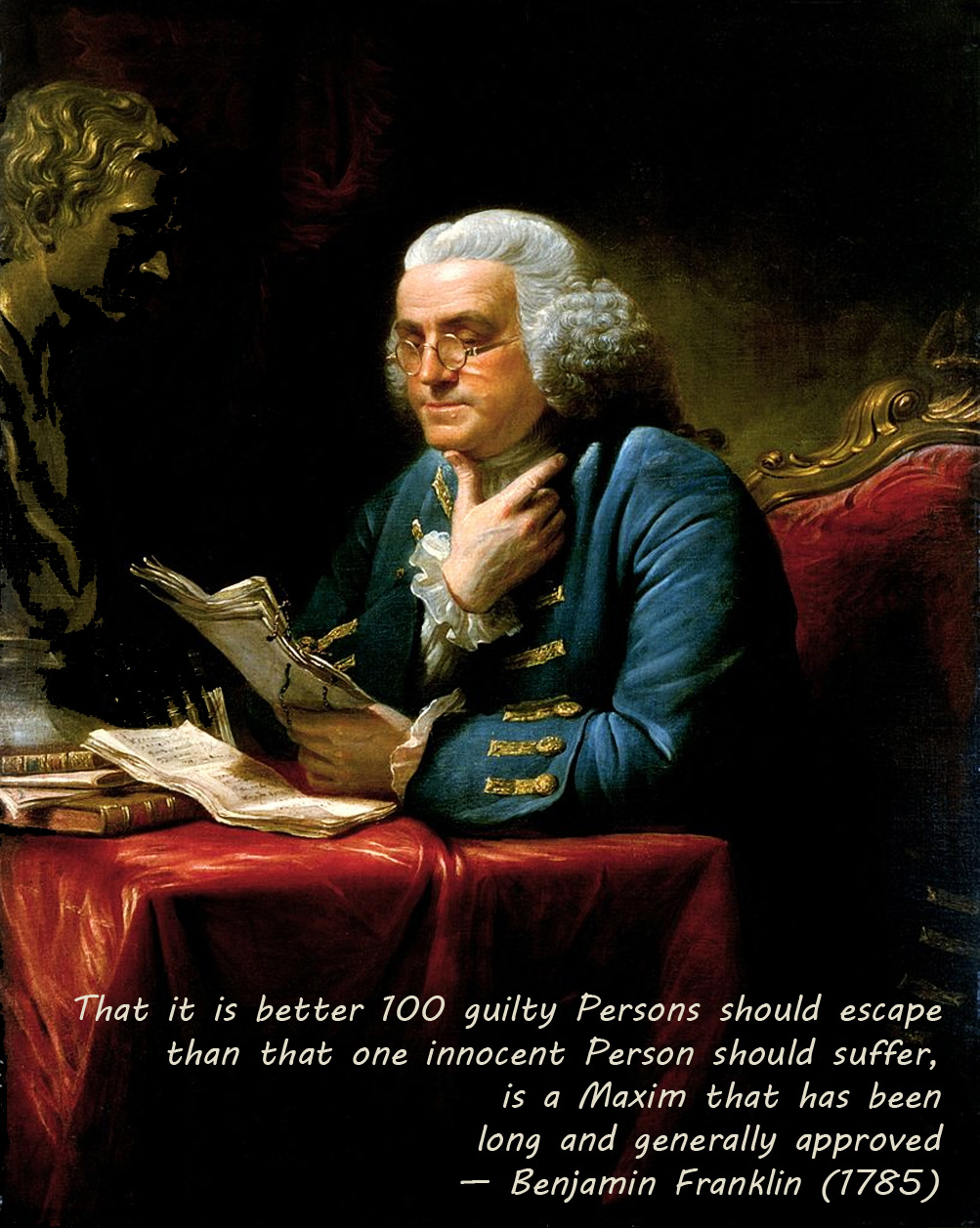
Benjamin Franklins Version der Blackstone-Formel

Ebenfalls 2021 veröffentlichte Reto Schneider, vielfach ausgezeichneter Wissenschaftsjournalist, in der Neuen Zürcher Zeitung ein Interview mit der 76-Jährigen, die er zwanzig Jahre zuvor schon einmal interviewte. Er befragte Loftus zu ihren Motiven für ihre Gutachtertätigkeit, für die sie vielfach kritisiert und angefeindet wurde, und zu der Frage, wie sie in ihrem „Forschungsgebiet gelandet“ sei – ein Zufall, wie Loftus sagte. Überdies wollte er wissen, wie genau sie bei ihren Experimenten eine falsche Erinnerung bei den Versuchspersonen implantierte und welche Möglichkeiten es gebe, „echte von falschen Erinnerungen zu unterscheiden“. Das sei, so Loftus, letztlich nicht möglich. Bei der Frage nach ihrer viel zitierten und kritisierten Bemerkung, es sei besser, zehn Schuldige in Freiheit als einen Unschuldigen im Gefängnis zu lassen, berief sie sich in ihrer Antwort auf William Blackstone, der diese, heute unter dem Namen Blackstone-Formel bekannte Maxime in seinen Commentaries on the Laws of England begründete. Allerdings wolle Loftus durchaus „Täter bestraft sehen“, wenn deren Täterschaft unzweifelhaft sei, auch verteidige sie die Täter nicht, wie immer wieder fälschlich behauptet werde, sie präsentiere Gedächtnisforschung und wenn sie damit bei den Geschworenen Zweifel erzeuge, die zu einem Freispruch führten, so halte sie dies „für einen elementaren Teil unseres Rechts“.
Im Jahr 2023 widmete der Journalist Bastian Berbner Elizabeth Loftus in Zeit Online eine ausführliche Reportage, in der er zugleich über Nicole Kluemper – einer ihrer Gegenspielerinnen – berichtete und versuchte, der Beziehung dieser beiden Frauen zueinander nachzuspüren. Kluemper hatte ihre Mutter beschuldigt, sie sexuell missbraucht zu haben, Loftus betrieb einen nicht unerheblichen Aufwand, ihre Zweifel an dieser Beschuldigung zu untermauern.

## Auszeichnungen
Elizabeth Loftus wurde von acht Universitäten die Ehrendoktorwürde verliehen, darunter von der Universität Leiden, der Universität Haifa oder der University of Portsmouth. Die erste erhielt sie 1982 von der Miami University, die letzte von der Australian National University im Jahr 2020.
Neben Forschungspreisen erhielt Loftus verschiedene Auszeichnungen. 1995 wurde ihr der Distinguished Contribution Award der amerikanischen Akademie für forensische Psychologie verliehen. 1996 erhielt sie den American Association of Applied and Preventive Psychology Award. Daneben erhielt sie die beiden höchsten wissenschaftlichen Auszeichnungen der Association of Psychological Science, im Jahr 1997 den James McKeen Cattell Fellow Award und 2001 den William James Fellow Award. Im Jahr 2003 erhielt sie den Award for Distinguished Scientific Applications of Psychology. 2005 gewann sie den Grawemeyer Award für Psychologie, das Preisgeld in Höhe von 200.000 US-Dollar spendete sie für die psychologische Forschung an der University of California.
Trotz starker Anfeindungen erhielt die Psychologin, die sich mit ihrer Arbeit über das menschliche Gedächtnis persönlichen Beschimpfungen, Morddrohungen, Gerichtsverfahren und einer Entlassungskampagne ausgesetzt sah, für ihren Mut 2016 den John Maddox Prize. Die britische Tageszeitung The Guardian berichtete darüber. Unter anderem von der Zeitschrift Nature verliehen, erhielten diesen, nach Sir John Maddox benannten, Preis Wissenschaftler wie der britische Psychiater Sir Simon Wessely vom King’s College London, der wegen seiner Arbeit über das Chronische Fatigue-Syndrom mit Morddrohungen konfrontiert war oder Edzard Ernst als langjähriger Kritiker der Alternativmedizin. Der inzwischen verstorbene Colin Blakemore (1944–2022), vormals Neurowissenschaftler und Jurymitglied des Maddox-Preises betonte den großen Einfluss von Loftus auf die Kognitionswissenschaft. Die Entschlossenheit, mit der sie Erkenntnisse aus ihrer Forschung in Gerichtsverfahren nutze, ungerechtfertigte Behauptungen einiger Psychotherapeuten in Frage zu stellen, mache sie laut Blakemore zu einer würdigen Preisträgerin („worthy winner“). Von der American Psychological Foundation wurde sie für ihr Lebenswerk ausgezeichnet.

## Mitgliedschaften
Loftus wurde in bedeutende Fachgesellschaften gewählt.
- 2003: American Academy of Arts and Sciences
- 2004: National Academy of Sciences
- 2005: Royal Society of Edinburgh
- 2006: American Philosophical Society
- American Psychological Association
- Western Psychological Association
- Psychonomic Society

## Schriften (Auswahl)
Als alleinige Autorin oder in Mehrautorenschaft veröffentlichte Loftus zahlreiche Fachbücher und Hunderte von Artikeln in Fachzeitschriften.
- Eyewitness Testimony. With a New Preface. Harvard University Press, Cambridge, Mass. 1996, ISBN 978-0-674-28777-8 (englisch, Originaltitel: Eyewitness Testimony. 1979.).
- Memory. Surprising new insights into how we remember and why we forget. 2. Auflage. Addison-Wesley, Reading, Mass. 1988, ISBN 978-0-912675-28-2 (englisch).
- Falsche Erinnerungen. In: Spektrum der Wissenschaft. 1. Januar 1998, S. 63 ff.
- Memory faults and fixes. In: Issues in Science and Technology. Band 18, Nr. 4, 2002, ISSN 0748-5492, S. 41–50 (englisch).
- Our changeable memories: Legal and practical implications. In: Nature Reviews. Neurosciences. Nr. 4, 2003, ISSN 1471-003X, S. 231–234 (englisch).

Mehrautoren- oder Herausgeberschaft:
- mit Geoffrey R. Loftus: Human Memory. The Processing of Information. Psychology Press, 1976, ISBN 978-0-89859-135-4 (englisch).
- Eyewitness Testimony. Psychological Perspectives. In: Elizabeth F. Loftus, Gary L. Wells (Hrsg.): The Cambridge Law Journal. Band 44, Nr. 1. Cambridge University Press, 1985, S. 160–162, doi:10.1017/S0008197300114564 (englisch).
- mit Katherine Ketcham: Witness for the Defense. The Accuses, the Eyewitness, and the Expert Who Puts Memory on Trial. St Martin’s Press, New York 1991, ISBN 0-312-08455-2 (englisch).
- mit Katherine Ketcham: The Myth of Repressed Memory. False Memories and Allegations of Sexual Abuse. St Martin’s Press, New York 1994, ISBN 0-312-14123-8 (englisch).

- mit Katherine Ketcham: Die therapierte Erinnerung. Vom Mythos der Verdrängung bei Anklagen wegen sexuellen Missbrauchs. Klein, Hamburg 1995, ISBN 3-89521-028-5 (englisch: The Myth of Repressed Memory. False Memories and Allegations of Sexual Abuse. 1994. Übersetzt von Karin Diemerling, Erstausgabe: St Martin’s Press).

- mit Jed S. Rakoff: The Intractability of Inaccurate Eyewitness Identification. In: Dædalus. Band 147, Nr. 4, 2018, S. 90–98 (englisch, amacad.org).
- mit James M. Doyle, Jennifer E. Dysart, Karen A. Newirth: Eyewitness Testimony. Civil and Criminal 6th Edition. In: LexisNexis. 2023, ISBN 978-1-5221-7488-2 (englisch, eingeschränkte Vorschau in der Google-Buchsuche).